# 金剛大魔神

一個金剛大魔神的玩具模型

《金剛大魔神》為日本漫畫家永井豪與東映動畫所共同企劃而成的「系列」第2作，同時也是劇中主角所駕的巨大機器人之名稱。

## 故事
在地獄博士意圖征服世界的野心被擊潰後，卻有股潛伏於地底的新勢力趁虛而起，正打著作收漁翁之利算盤的『邁錫尼（ミケーネ）帝國』，開始以『戰鬥獸』大肆揮軍攻向地面。仍還浸溺於和平之中的光子力研究所，即而遭遇到了另場空前未有的新危機，連無敵鐵金剛也不敵如此凌厲的猛攻。就在這一個萬念俱灰的存亡旦夕之際，隱遁未死的兜剑造赫然現身一聲號令！剑铁也乘坐著大魔神劃過夕陽從天而降，輕而易舉地將來犯敵軍通通一掃而空。從此便接替甲兒扛起保衛世界的重任，展開了另場正邪之間波瀾壯闊的死鬥。

### 華視設定
|  | 從本集開始，敘述的是國隆與莎莎成年後的故事。 為了要躲避赫爾博士的攻擊，研究所移至海上，以便可以隨時下潛。 而「無敵鐵金剛」也經過一番改良，也更具威力。 |

肇於台灣當地播放頻道咨意施予的調整，使得全劇架構自創一格並非依照原設所走，以致劇中人物的對白與關係必須大幅變動，藉以配合電視台方面的官方解釋來自圓其說，因而促使主角機體金剛大魔神又得有『無敵鐵金剛二代』之俗稱。儘管如此還是存有些許不察之處無法交代，讓當年收視的觀眾們搞得一頭霧水造成混亂，惟輔以市面上所販售的漫畫為參考，方能窺識出完整的前後作關係始末。

## 登場人物

### 科學要塞研究所
剑铁也（配音：野田圭一（日）、周永坤（香港））
兜剑造所收養作育成大魔神駕駛員的孤兒。對自幼練就的一手卓越技術感到自信，有着自我要求極高的強烈責任感，卻也因不擅言辭表達，反倒常惹得週遭不快。而事實上在其堅韌的外表之下，仍舊保有一片追求父愛的心情，在甲兒歸來跟生父相認時才真正意識到，長年來的存在價值受到威脅而心生芥蒂，間接促使養父不惜以死來相救的收場；最後帶著無比悔恨痛悟親手鑄下的大錯，拖曳著重傷與眾人齊心戮力下報仇雪恨，這位心力疲憊的勇者終於獲真正的「休息」。
原本動畫版的設定是打算最後讓他戰死，但並未採用。而櫻多吾作的漫畫版中則採用此設定，在最終結局中鐵也與大魔神一起自爆。
其他譯名：康定邦（港）、另見#台灣譯名問題一段
炎纯（配音：中谷有美、沈小蘭（香港））
兜剑造所收養作育成新木蘭號駕駛的孤兒。有著一身讓阿強立刻移情別戀的姣好身材，看似活潑些微好勝的她亦而十分善解人意，尤為對與兄分離倍感落寞的鐵也照顧有加。在內心深處卻抱持著身為混血兒的自卑感，曾經在第19集中為此而自暴自棄臨陣脫逃，幸有阿強和神父的極力開導下才擺脫陰霾，體認出背負的使命繼續恪遵己能揮灑青春。對於身世同病相憐的鐵也懷著情淡淡情愫，卻未曾表露出這份兒女私情而埋藏於心中，直至戰後才得以擁有獨處時光陪伴其靜養。
其他譯名：何小玲（港）、另見#台灣譯名問題一段
兜剑造（配音：柴田秀勝）
科學要塞研究所所長；兜氏兄弟的生父。與妻子在實驗中的意外事故爆炸身亡，被其父兜十藏博士改造成半機械人復活，全身除了腦以外都是機械與電腦構成；於此後便藏匿形跡著手於開發大魔神，並領養鐵也與炎纯兩人予以培養特訓，為迎戰邁錫尼（ミケーネ）帝國的戰爭作充分地準備。個性剛烈果決，深明大義能不為私情所動而獨吞一切愁苦；而對兩子存有複雜情感糾葛畏懼不被接受，強忍親情將關愛投射至所收養的兩個孩子，直到第25集中才將與親身骨肉的秘密公開。而在劇末為了要解救身陷危機垂死的鐵也，駕著指揮塔奮不顧身地撞擊重傷，臨終前將自己的心思告知甲兒後過世……。
其他譯名：杜博士（港）、另見#台灣譯名問題一段
兜志郎（配音：澤田和子）
波士（配音：大竹宏）
努科（配音：加藤修、矢田耕司（第16集））
穆查（配音：緒方賢一）
飛田博士（配音：山田俊司（第8～13集））
於第8集兜剑造自海外招聘回國的機器人工學留美學者，為新武裝「螺旋金剛飛拳」的開發者，是一位十分具有喜感的人物。不過卻在第13集中，搭乘快艇自研究所逃脫避難之際，為了庇護志郎而被的光線給擊斃。
其他譯名：林博士（台）

### 光子力研究所
兜甲儿（配音：石丸博也（第51、53～56集））
※第51集為阿強的幻覺，另見#台灣譯名問題一段
弓沙也加（配音：江川菜子（第48、55～56集））
另見#台灣譯名問題一段
弓弦之助（配音：八奈見乘兒（第53～56集））

### 邁錫尼帝國
原文：，其他譯名：米加尼帝國地底帝國、米基尼帝國（港）、美克寧帝國、海底帝國（台）
闇之帝王（配音：柴田秀勝）
3000年前率領戰鬥員機器人大軍稱霸古希臘一帶，侵略繁盛的邁錫尼王國而建立起邁錫尼帝國的謎之統治者。平時以萬里傳音的方式在幕後掌控一切，直到第21集開始才以全身包覆火燄的威容顯身。
其他譯名：幽冥大帝（港）、海底魔王（台）、暗黑帝王

#### 戰鬥獸軍團
暗黑大将军（配音：緒方賢一（第1～31集））
闇之帝王的重要心腹，統率有底下七大將軍的高層幹部。原本為古代被闇之帝王給殺害的阿瑞斯國猛將，在其死後被改造復活成為其征服邁錫尼王國的重大功臣。最後於第31集親身出戰大魔神落敗戰死。
其他譯名：夜魔將軍（港）、怪獸隊長（台）
獸魔將軍（配音：內海賢二）
暗黑大将军的副官，擁有綜合七大將軍外型特徵的樣貌。出場於電影《無敵鐵金剛對暗黑大将军》（マジンガーZ対暗黒大将軍）擔任抹殺無敵鐵金剛的司令官。
地狱大元帅（配音：神弘無（第36～56集）、富田耕生（超級機器人大戰系列））
於第36集繼任暗黑大将军指揮底下七大將軍的高層幹部，為闇之帝王將被無敵鐵金剛所打倒的地獄博士復活後的姿態。最後於劇末受困遭到四大機器人夾擊的內而一同葬身在爆炸中。此角色雖然原為《無敵鐵金剛》登場的主要反派地獄博士，但在本作中配音員則出現變更。
其他譯名：新怪獸隊長（台）
超人將軍（配音：村越伊知郎、水鳥鐵夫、永井一郎、矢田耕司（字幕僅列出村越、水鳥兩人））
統率有超人型戰鬥獸軍團的七大將軍之一。於第53集曾在負傷的情況下，欲親身挑戰無敵鐵金剛卻被氣體硫酸給擊退。
猛獸將軍（配音：峰惠研／增岡弘（字幕未列名））
統率有猛獸型戰鬥獸軍團的七大將軍之一。最後於劇末被無敵鐵金剛的光子力熱線給擊斃。
怪鳥將軍（配音：山田俊司／緒方賢一（字幕未列名））
統率有鳥類型戰鬥獸軍團的七大將軍之一。最後於第47集結尾被金剛飛艇的熱線擊中而亡，是七大將軍之中的首位戰死者。
將軍（配音：肝付兼太／立壁和也（字幕未列名））
統率有爬蟲型戰鬥獸軍團的七大將軍之一。最後於劇末被無敵鐵金剛的喷气飞翼給斬殺。
魔魚將軍（配音：矢田耕司）
統率有魚類型戰鬥獸軍團的七大將軍之一。最後於劇末被新木蘭號的光子力熱線給擊斃。
其他譯名：鯉魚將軍（台）
惡靈將軍（配音：永井一郎）
統率有惡靈型戰鬥獸軍團的七大將軍之一。為七大將軍出場最少的一位。最後於劇末在地狱大元帅的命令下出戰無敵鐵金剛，反被奪走鐮刀插入自己臉部而死亡。
大昆蟲將軍（配音：八奈見乘兒／山田俊司（字幕未列名））
統率有昆蟲型戰鬥獸軍團的七大將軍之一。最後於劇末受困遭到四大機器人夾擊的內而一同葬身在爆炸中。
其他譯名：昆蟲將軍（台）

#### 諜報軍
諜報軍長官（配音：大竹宏）
邁錫尼帝國諜報軍指揮官，和暗黑大将军及地狱大元帅同階的高層幹部，擁有自己專屬的諜報軍戰鬥獸軍團。於第54集中被大魔神的Atomic Punch擊中失去機械軀體，僅剩位於左手的頭部本體茍延殘喘……最後於劇末受困遭到四大機器人夾擊的內而一同葬身在爆炸中。
其他譯名：諜報長官（台）、紅面大將軍（台）
哥隆大公（配音：加藤修）
在前作《無敵鐵金剛》被派赴地面與地獄博士接觸並觀察情勢的諜報軍幹部。最後於第22集受闇之帝王授權全責建設火山島基地，卻為了掩護戰鬥獸而受到大魔神的攻擊重傷，在基地內正式被闇之帝王任命為指揮官後即刻身亡。
其他譯名：青面武士（台）
間諜機器人
哥隆大公所指揮的諜報部隊，於劇中鮮少出場。
雅努斯侯爵（配音：北濱晴子）
於第23集在諜報長官的推薦下繼任火山島基地司令的諜報軍幹部。擁有與七大將軍同等巨大的體型；也能夠「分身」成普通大小直接進行變裝、催眠等任務，而每當棲身於她肩上的黑貓發出鳴叫，頭部就會快速180度翻轉露出猙獰的臉孔。最後於劇末受困遭到四大機器人夾擊的內而一同葬身在爆炸中。
其他譯名：葉謀侯爵（港）、隱形人（台）

#### 戰鬥員

雅努斯侯爵所指揮的暗殺部隊。
戰鬥兵
闇之帝王昔日為征服諸國所用的機械人士兵，而在劇中主要用於後方作業無參與戰事。

邁錫尼帝國最為下層的士兵；全是從邁錫尼王國的平民改造而成。

## 登場機體

### 科學要塞研究所
金剛大魔神　　
兜剑造為了抵禦邁錫尼（ミケーネ）帝國攻向地面的陰謀，耗費15年心血匿跡隱行所造的戰鬥機器人。以比超合金Z更為堅固的「超合金新Z」包覆而成，搭載著多數與兄弟機無敵鐵金剛同系的武裝；並進一步採用內藏的Scramble Dash（スクランブルダッシュ）節省組合步驟，且仍保有可變後掠（VG）翼機能可達4馬赫的高速。非戰時停放於研究所底部相接的發射台待命，從海面下伴隨著旋渦昇空與連結啟動。縱然擁有如此高完成度毋需頻繁地加以強化，但仍舊存少部份遭敵方趁虛攻克的疏漏遺缺，在經事後的一番補救改進逐而得以日益完備，使其被號稱為是「地球最強的機器人」名至實歸。
武裝：
- Atomic Punch

為大魔神的基本武裝之一。以光子力火箭推進射出的前臂，藉由4馬赫的速度螺旋慣性飛行，以拳頭部位高速廻轉撞擊敵人；破壞力相當於是無敵鐵金剛的火箭飞拳4倍。
- 金剛旋風

為大魔神的基本武裝之一。自口部散熱孔所吹出風速每秒150公尺的強力龍捲風；相異於無敵鐵金剛的氣體硫酸並無附帶腐蝕效果。
- 金剛火焰

為大魔神的基本武裝之一。自V型胸前紅色高熱板部位所散發出足以瞬間將敵人熔化的4萬度高溫；另外在切換成負極以後也俱有冷凍的效果。
- 金剛回力刀

為胸前V型紅色高熱板部位的延生用法，將其取下可當作迴力鏢來投擲使用。
- 萬能飛彈

為大魔神的基本武裝之一。藏於臍部五角形閘口具有800頓炸藥殺傷力的飛彈；破壞力相當於是無敵鐵金剛的鐵甲飛彈3倍 。
- 飛翼橫切

為大魔神的基本武裝之一。與無敵鐵金剛的喷气飞翼所附屬之同名功能相等效用。
- 金剛寶劍

為大魔神的基本武裝之一。收納於左右腿外側的兩雙「超合金新Z」製利刃，擁有足以切裂厚度3公尺的鐵板之威力。
- 金剛閃電

為大魔神的基本武裝之一。自耳尖兩側的超高壓放電裝置放出，集中至指尖或金剛寶劍導向敵人的300萬伏特電擊；同時也是大魔神「本體」最具威力的代表武裝。
- 螺旋金剛飛拳

於第8集新添加的武裝。為Atomic Punch的延生用法，飛拳發射時內藏的6片切刀會同時彈出加倍傷敵。
- 金剛迴旋踢

於34集為克服下半身武裝的空洞而新添加的武裝之一。使用時藏於小腿前方的利刃會同時彈出，配合腳底部的噴射推進器的加速力踢擊。
此武器的出現，乃是因為當時李小龍在日本很受歡迎，片中亦出現了鐵也練習旋轉踢的片段。
- 金剛錐

於34集為克服下半身武裝的空洞而新添加的武裝之一。使用時藏於膝蓋關節處的尖釘會同時彈出，配合腳底部的噴射推進器的加速力膝頂；通常都與金剛迴旋踢作搭配連續攻擊。
- 金剛飛艇

兜剑造為彌補大魔神空中飛行速度的不足而開發的快速補助器。最早於電影《金剛大魔神對G 空中大激突》中提前揭露；而後才在TV正式劇情內第47集正式登場。與無敵鐵金剛的喷气飞翼同樣採用可變後掠（VG）翼，在運載時大魔神的最高飛行速度為更可達到5馬赫的高速，透過機體連結後由人工可就近鎖定攻擊目標再行分離，以雙翼回退至後掠加速時所推出的前端撞針貫穿敵機，此乃是大魔神所有武裝中最強的必殺絕招；另外其翼上的兩側突起物也能射出熱線。平時藏於研究所內從指揮塔揚浮後的下方發射，並於半空中將收納包覆在外的莢套會彈離而出，也能夠自所內外部操縱其行動。
附屬功能：
- 金剛神力

與無敵鐵金剛一樣可以在緊急之時將出力瞬間增幅的機能。

兼用為大魔神駕駛艙的小型噴射戰鬥機，具有水中潛航功能可抗8000公尺深的水壓，基本武裝設有於機首兩旁逆噴射口射出的，與固定起落架上正面凹穴內的。平時停放於研究所的底部經由穿越過專用通道一飛而出；合體時，到達大魔神發射台上空與其會合並急速垂直爬昇至頂點，再向下俯衝至其頭頂凹槽後90度轉正駕駛艙就定位組合。
新木蘭號
兜剑造專為支援大魔神所開發出的戰鬥機器人，外裝同樣採用「超合金新Z」所包裹；非戰時停放於研究所附近山中的瀑布下待命，從水面下伴隨著水流上昇與連結啟動。於劇中第3集完成參加實戰開，雖然有別於以往的木蘭系列武裝數量是三機之首，卻仍時常不敵於敵人的猛進攻勢而陷入一番苦戰，但是總能克服逆境能夠在適時發揮功效搏倒強敵，在第8、13、28及最後一集當中均有立下非凡戰果。
武裝：

位於胸部位置左右各兩枚的連射式大型飛彈，為歷代木蘭系列共通的基本武裝。
- 光子力熱線

與無敵鐵金剛相同自雙眼射出的武裝；也是新木蘭號的最大武器。

位於雙手指尖部位總數10門的連射式小型飛彈，主要用於牽制、封鎖敵方的行動。
＋木蘭飛翼
兜剑造為使新木蘭號獲得空戰能力於第25集開發的飛行裝備。不同於無敵鐵金剛未用可變後掠（VG）翼，即可達到其前期喷气飞翼的3馬赫速度。平時藏於研究所內的正門入口空地底下開閉昇起，利用仰起的機械式橋兼用為昇空跑道發射而出。
- 飛翼橫切

與無敵鐵金剛、大魔神所附屬之同名功能相等效用。於第33集曾在瀕臨全軍覆沒的情況下，將戰鬥獸誘騙至木蘭飛翼的飛行路徑，靠著此項功能而一口氣將局勢給扭轉。

兼用為新木蘭號駕駛艙的火箭艇。基本武裝有可從兩側逆噴射口射出的。平時停放於研究所正面平台下方的出入口中出擊；合體時，飛至與新木蘭號的會合並從其後腦凹槽就定位組合。
阿強一號


兜剑造為子而開發出的機器人，外裝同樣採用「超合金新Z」所包裹。自第25集開始登場參與支援戰鬥，平時都與阿強一號搭配協同行動；直至第53集在抵禦的防衛後，就沒再出擊而未投入使用於最後決戰。
武裝：

收納於雙肩的兩支「超合金新Z」製球棒。

藏於左右前臂總計共6門的連射式小型飛彈。

兼用為駕駛艙的飛艇。外型輪廓有如紅色的棒球打擊頭盔，以下方與後方的噴射口揚浮靠推進；合體時，方式近似於無敵鐵金剛非常簡潔單純，以垂直下降至小天使頭頂就定位組合。

### 光子力研究所
無敵鐵金剛

木蘭二號

### 邁錫尼帝國

邁錫尼帝國的運輸巨型載具。在其四方的大臉為雙眼可發出雷射光線砲，並從口中吐出以每秒1發速射而出的飛彈；下部的巨大螺旋槳更擁有足以引起颶風的威力。而上部碟型出入口平台則可分離獨立飛行；在第39集猛獸將軍本想大大利用此機能，將其載滿了炸彈往科學要塞研究所投下，結果反而被大魔神還治其人之身而炸毀。

邁錫尼帝國的後繼巨型載具。首次登場於第40集中，擁有彈道縱橫交錯的強大綿密火網，口部、後部與兩側均設有連射式飛彈；本身是以底下8處的反重力熱線揚浮，再加上後方4座推進用火箭作為推力，更使其能將本身的巨體化為撞擊戰法。在最後一集在四大機器人的圍剿下被擊沉……
戰鬥獸
邁錫尼帝國將人腦與七種機器人為基調結合而成的姿態，使得進而相對獲取各自物種上先天的優勢能力倍增發揮，依所融合的特徵組成人類、鳥類、魚類、昆蟲類、爬蟲類、猛獸類及惡靈類等軍團。

## 台灣譯名問題
因華視所自行所作的變更之故，兜劍造被譯為柯博士，並未擁有完整中譯全名；而主角剑铁也及炎纯分別使用前作譯名柯國隆及余莎莎，而再登場的前作主角與則新取譯名志偉及佳佳。則名為新木蘭號（引用自華視當年所發行的華視電視週刊與民生報），也因為在華視設定中此機為木蘭二號改造後的新姿，在當時實際播放中一般劇內都只以「木蘭號」來簡稱。則被設定成地獄博士的新樣子，因此續稱「赫爾博士」。而像是金鷹號（ブレーンコンドル）、此等分離式駕駛艙一律統稱為「指揮艇」未加以詳細區分。
而在漫畫盜版時期，華仁出版社曾出過至少三種本作的漫畫版，包括今道英治、櫻多吾作與永井豪自己的版本。在櫻多吾作版漫畫中，兜劍造曾有譯為「柯忠厚」一名，而其父親與其對應的譯名則是「柯孝道」。剑铁也及炎纯取有「陳家偉」與「美蘭」（櫻多、永井版），此為至今坊間流傳最為普遍的中譯人名；另外亦有「李哲雄」與「林美鳳」（今道英治版使用）一譯。

## 動畫
- 日本

1974年9月8日至1975年9月28日間，於毎星期日下午7:00～7:30時段於富士電視台播出，全56集。
- 台灣

華視播出時與前作《無敵鐵金剛》（マジンガーZ）合播並共用《無敵鐵金剛》之名作為節目名稱；其中本作的劇情部份，主要是在1978年（民國67年）11月28日至1979年（民國68年）2月28日間，於每週一～五下午6:00～6:30時段播出，其中包含少部分混雜的重播，以及挪至本作播放期間才放映的《無敵鐵金剛》（マジンガーZ）集數。重播期間為1987年（民國76年）7月8日至1988年（民國77年）7月13日間，於每週三下午6:00～6:30播出。

### 工作人員
- 原作：永井豪、ダイナミックプロ
- 企劃：橫山賢二、春日東、別所孝治
- 編劇：高久進、藤川桂介、安藤豐弘
- 演出：勝間田具治、大谷恒清、明比正行、西沢信孝、田宮武、山吉康夫、笠井由勝、大貫信夫、白土武、今澤哲男、川田武範、山口秀憲
- 作畫：森下圭介、白土武、中村一夫、森利夫、坂口尚、我妻宏、上村榮司、鹿島恆保、飯野皓、增谷三郎、白鳥泉
- 人物設計：森下圭介
- 戰鬥獸設計原案：永井豪、石川賢、五十子勝、風忍、村祭誠、高梨俊一、安田達矢、高島茂
- 音樂：渡邊宙明

### 主題歌
- 日本

- 片頭：（作詞：小池一雄（一夫）、作曲：渡邊宙明、歌：水木一郎、哥倫比亞搖籠會）
- 片頭：（作詞：小池一雄、作曲：渡邊宙明、歌：水木一郎、哥倫比亞搖籠會）

- 台灣

- 「無敵鐵金剛」（作詞：孫儀／作曲：汪石泉／演唱：華聲兒童合唱團）

由於與前作《無敵鐵金剛》（マジンガーZ）共用節目名稱的關係，並未再另行新編主題歌曲而繼續沿用。刺客樂團曾經於1994年將此歌重新翻唱成搖滾版，在台灣各大KTV、大專院校音樂或康輔性質社團及公開性質活動等場合特別膾炙人口。

### 劇集列表
|    | 原文標題 | 華視標題          | 中文直译                                   |
| -- | -------- | ----------------- | ------------------------------------------ |
| 1  |          | 再世金剛          | 天空的勇者 大魔神                          |
| 2  |          | 飛刀客            | 地狱的使者！暗黑的殺手                     |
| 3  |          | 勇猛英雄          | 炎的勇气！野性的新木蘭號！！               |
| 4  |          | 大戰跳蚤          | 捕捉与攻击！科学要塞研究所                 |
| 5  |          | 奮勇退敵          | 突击！愤怒的联合战鬥兽                     |
| 6  |          | 勇者不懼          | 陷入地狱的剑铁也                           |
| 7  |          | 弄假成真          | 救助不可能？！吹牛少年的恐怖               |
| 8  |          | 克敵制勝          | 决定性的一击！螺旋金剛飛拳                 |
| 9  |          | 美女怨            | 爆死！美丽的人类志愿者                     |
| 10 |          | 烏鴉劫            | 危险魔神！移动的发狂地带！！                   |
| 11 |          | 友愛之心          | 觉醒吧志郎！没有爱的战鬥的结末             |
| 12 |          | 鬥牛              | 猛牛                                       |
| 13 |          | 正邪之戰          | 激鬥！兜博士对暗黑大將軍                   |
| 14 |          | 發揮團隊精神      | 千钧一发！拯救研究所！！                   |
| 15 |          | 出奇制勝          | 吸血！恐怖的蜥蜴地狱                       |
| 16 |          | 飲恨              | 站起来！迈锡尼的年轻王子！                 |
| 17 |          | 救人第一          | 鐵也啊！从地狱的黑暗中站起来！             |
| 18 |          | 小心圈套          | 黑色的陷阱！合体战鬥兽！                   |
| 19 |          | 煩惱              | 雪啊，染上年轻的血液！                     |
| 20 |          | 千鈞一髮          | 决死！迈锡尼斯攻击队乱入                   |
| 21 |          | 火山風波          | 愤怒的指令！现出真姿的闇之帝王             |
| 22 |          | 青面武士之死      | 哥隆大公！！火山岛之死                     |
| 23 |          | 隱形人            | 妖艳的新司令官雅努斯侯爵                   |
| 24 |          | 一身是膽          | 死鬥！赌上性命的一击                       |
| 25 |          | 負傷救人          | 危机！飞起来新木蘭號                       |
| 26 |          | 愛心              | 幻之父！！兜博士的秘密！！                 |
| 27 |          | 奮戰到底          | 燃烧吧！愤怒的决死反击                     |
| 28 |          | 沉著應戰          | 逃脱！雅努斯的熔岩攻击                     |
| 29 |          | 秘密武器          | 大逆转！发射秘密兵器！！                   |
| 30 |          | 危險關頭          | 胜利就在眼前！奋战暗黑大将军！！           |
| 31 |          | 惡人下場          | 死鬥！暗黑大将军的末日！！                 |
| 32 |          | 心謎              | 解开吧鐵也！心之谜                         |
| 33 |          | 同仇敵愾          | 大魔神的脚被打飞了！                       |
| 34 |          | 改良金剛          | 现在出击！金剛迴旋踢                       |
| 35 |          | 狡計未逞          | 超级忍者！！军团！！                       |
| 36 |          | 化悲憤為力量      | 苏醒吧！超越憎恶的爱                       |
| 37 |          | 謎中謎            | 凌晨三点 暗杀！兜博士！！                  |
| 38 |          | 團結就是力量      | 不要哭鐵也！被夺走的！！                   |
| 39 |          | 爆破鋼堡          | 最后的挑战！                               |
| 40 |          | 枉費心機          | 呼唤死亡的红色十字架！！                   |
| 41 |          | 機器人展覽        | 登陆！                                     |
| 42 |          | 海底大戰          | 深海的墓地！重伤下的逃脱                   |
| 43 |          | 突破危機          | 机不可失！科学要塞研究所！！               |
| 44 |          | 爆破火山島基地    | 愤怒的大逆袭！爆破火山岛基地！！           |
| 45 |          | 同心協力消滅敵人  | 发狂的大魔神！！                           |
| 46 |          | 信心‧勇氣         | 鬥魂！直到生命的尽头                       |
| 47 |          | 百尺竿頭更進一步  | 必杀！超高速金剛飛艇！！                   |
| 48 |          | 莎莎的失踪        | 特攻作战！沙也加出现！                     |
| 49 |          | 勝不驕敗不餒      | 忍耐啊志郎！勇者没有休息日                 |
| 50 |          | 敬愛的張老師      | 眼泪的彼方是太阳                           |
| 51 |          | 南柯一夢          | 耀眼的明星！魔神Z归来！！                  |
| 52 |          | 浪子回頭          | 战鬥兽志愿！在逆光线下消逝的青春           |
| 53 |          | 海外歸來‧報效國家 | 伟大的勇者！！战鬥吧鐵也·冲刺吧甲儿！      |
| 54 |          | 合力抗敵          | 打倒！飛行鋼堡！无敌的双重攻击！！                 |
| 55 |          | 團結禦敵          | 没有明天的总力战！将鐵也和甲儿送入地狱！！ |
| 56 |          | 世界和平          | 和平之鐘在勇者们的头上敲响吧！！           |

## 電影
※不包含跨系列Cross Over作品
- 《無敵鐵金剛對暗黑大将军》（マジンガーZ対暗黒大将軍）

於1974年7月25日在日本上映；為提前無敵鐵金剛第92集在電視上播映前1個月所製作的替換版本動畫。

## 出現的遊戲
- 超級機器人大戰系列

## 註解
1. ↑  台灣大然出版社於2000年所代理授權的原創者永井豪所繪之漫畫版譯名「金剛大魔神」。

## 外部連結
- 東映動畫 （页面存档备份，存于）
- 台灣電視資料庫[永久]
- coolchet / 大自在軒藏書誌 懷舊經典漫畫－華仁版「無敵鐵金剛」及「大魔神」書影 （页面存档备份，存于）